# Anodonthyla vallani
Anodonthyla vallani es una especie  de anfibios de la familia Microhylidae.

## Distribución geográfica
Es  endémica de Antananarivo en Madagascar. En la Reserva Ambohitantely, alrededor de 1.580 m de altitud. 

## Morfología
Miden alrededor de 23 mm.